# Florijan Pelko
Florijan Pelko - Cveto, nosilec partizanske spomenice 1941, * 23. april 1913, Podturn pri Dolenjskih Toplicah, † 4. oktober 2003, Celje
Rodil se je v kmečki družini s sedmimi otroki v Podturnu pri Dolenjskih Toplicah. Pred 2. svetovno vojno je delal kot gozdni delavec v Kočevskem Rogu. V NOB se je vključil jeseni leta 1941. V obdobju od 28. septembra 1942 do 15. decembra 1944 je bil politični komisar v I. batalijonu 5. slovenske NOB udarne brigade Ivan Cankar. 
Po vojni je kot družbenopolitični delavec delal v Celju. Zadnja leta pred upokojitvijo je bil ravnatelj Muzeja novejše zgodovine v Celju. 